# Kortnätverk
Ett kortnätverk är den infrastruktur som krävs för betalning med kontokort. I ett kortnätverk finns tre eller fyra aktörer, vilka fyller fyra funktioner: kortinnehavare, kortutgivare, kortinlösare och säljföretag.

## Fyrpartsnätverk
Den vanligaste modellen för ett kortsamarbete är ett fyrpartsnätverk. 
- Kortutgivaren är ett  finansiellt institut, som är ansluten till ett kortvarumärke (som Visa eller MasterCard). Kortutgivaren har avtal med kortinnehavare, och förser denne med ett kontokort. I Sverige är framförallt banker kortutgivare.
- Kortinnehavaren är en juridisk person eller fysisk person, som efter avtal med kortutgivaren har erhållit ett kontokort.
- Kortinlösaren är – i likhet med kortutgivaren – ett finansiellt institut, som är ansluten till samma kontokortvarumärke. Kortinlösaten har avtal med säljföretag om att ersätta dessa för köp som kortinnehavare gjort med sitt kontokort.
- Säljföretaget är ett företag som tillhandahåller varor eller tjänster, som har ingått ett "inlösenavtal" med "kortinlösaren", och som accepterar att ta betalt av kunden med aktuellt kontokort.

### Exempel på fyrpartsnätverk
- Visa
- MasterCard
- RuPay (Indien)

## Trepartsnätverk
Ett trepartsnätverk liknar fyrpartsnätverket, men med den stora skillnaden att samma bolag agerar både inlösare och kortutgivare. Ett trepartsnätverk är ett slutet nätverk i så måtto att det inte tillåter någon annan aktör att ge ut och lösa in aktuellt kort.

### Exempel på trepartsnätverk
- Diners Club
- American Express
- Discover Card

## Användning
Ett kort som är utgivet har förbestämda regler om när och hur kortet får användas. Exempelvis kan ett företagskort ha en större begränsning än vad ett privatkort har, beroende på att företaget enbart vill att kortet ska användas för företagsinköp. Ett exempel är Rikskort.